# Hubert Lothaire

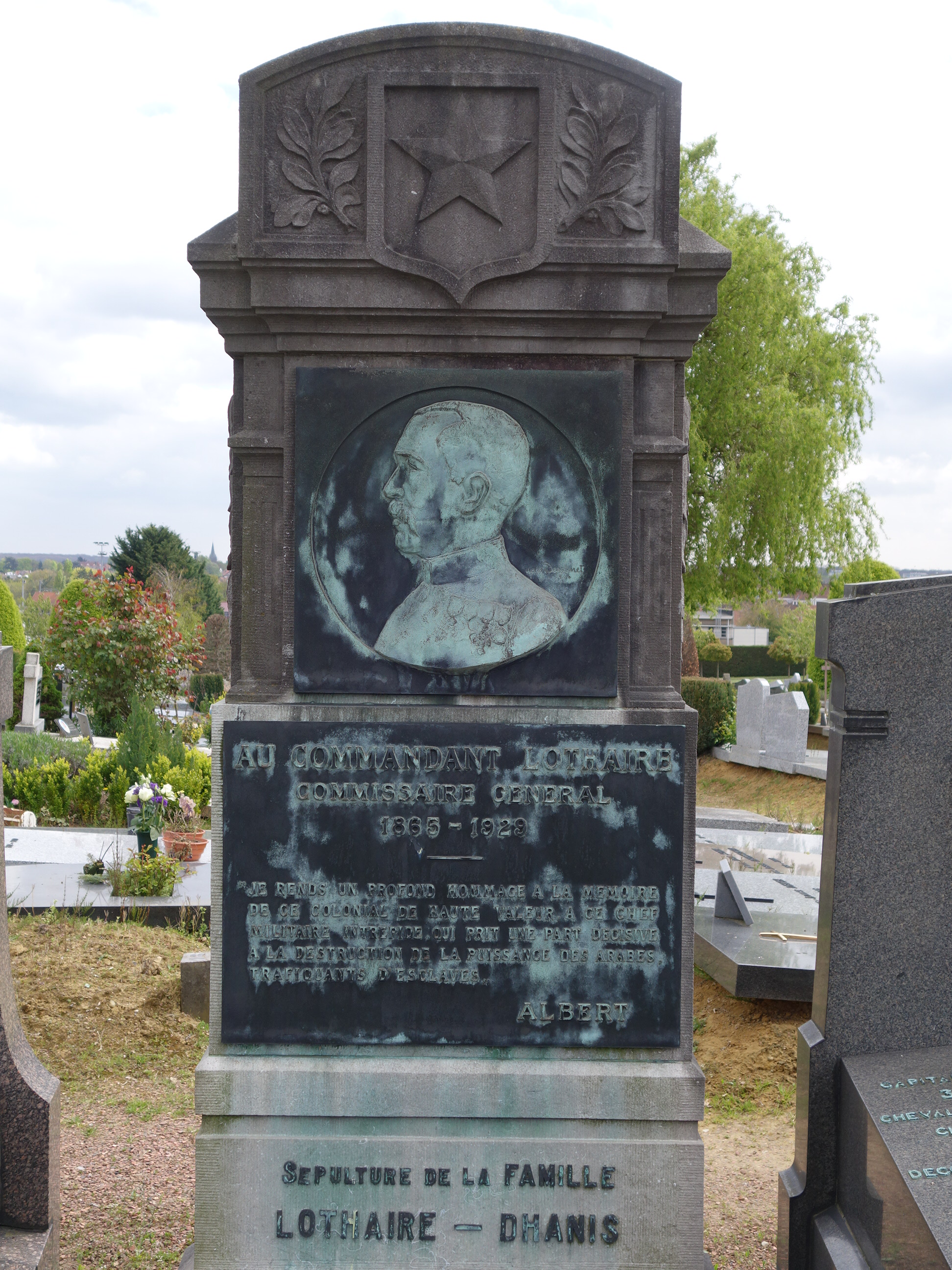
Lothaires Grabmal auf dem Friedhof von Ixelles

Hubert Joseph Lothaire (* 10. November 1865 in Rochefort, Belgien; † 8. Mai 1929 in Ixelles, Belgien) war ein belgischer Soldat und Kolonialadministrator, der ab Ende der 1880er Jahre für den belgischen König Leopold II. im Kongo-Freistaat diente.

## Biografie
Lothaire war der Sohn von Jean-Baptiste Lothaire, Deckenmacher, und Marie Catherine Dethier. Er heiratete Joséphine Dhanis, die Schwester von Francis Dhanis.
1882 trat er als einfacher Soldat in die belgische Armee ein und trat dem 1. Regiment der Chasseurs à Pied (deS: Jäger zu Fuß) bei. Hiernach besuchte er die  Königliche Militärakademie und erhielt im Januar 1888 die Beförderung zum Leutnant. Er diente dann im 6. Linienregiment, bewarb sich aber im Juni 1888 für den Dienst im Freistaat Kongo und wurde, wie die anderen erfolgreiche Bewerber zum Militärkartografischen Institut abgeordnet.
Im Oktober 1888 ging er an Bord des Dampfers Landana und wurde nach  Leopoldville beordert, wo er im Dezember 1888 eintraf. Am 1. Januar 1890 wurde er als Leutnant in die Force Publique übernommen. Im März 1890 erhielt er ein Kommando im Gebiet Ubangi-Uele im Bangala-Distrikt. Er gründete die Station Basankusu am Zusammenfluss von Maringa in den Lulonga und übernahm dort im Mai 1890 das Kommando. In dieser Zeit erkundete er die Flüsse Lulonga, Maringa und Lopori und knüpfte dabei Kontakte zu den Einheimischen. Im September 1891 wurde er zum Hauptmann der Force Publique  ernannt und kehrte im Januar 1892 nach Belgien zurück, nachdem er seine erste Dienstzeit im Kongo absolviert hatte.
Im Mai 1892 wurde er zum Distriktkommissar ernannt und kehrte als Leiter des Ubangi-Uele-Distrikts in den Kongo zurück. Von der Station Nouvelle Anvers (Neu-Antwerpen) (seit 1966 Makanza) aus fuhr er die Flüsse Mongala und N'Giri hinauf und gründete die Stationen d'Akula, Momveda und Abumombasi.
Von diesem Zeitpunkt an nahm er an den Feldzügen des Kongo-Freistaats gegen arabische und Swahili-Sklavenjäger teil. Als die Station Stanley Falls von diesen Kräften unter Rachid bedroht wurde, unterstellte sich Lothaire im Juni 1893 mit seiner Abteilung von 200 Bangalas dem Hauptmann Pierre Ponthier. Die Belgier drängten die Sklavenhalter in Kewe, Bamanga und Kibonge zurück und überraschten das feindliche Lager bei Seke-Seke, wobei sie 6000 Gefangene, darunter 19 Häuptlinge machten.
Von August 1893 bis Januar 1894 fanden weitere zahlreiche Kämpfe statt, in denen Ponthier fiel. Im Januar 1894 vereinigte Lothaire seine Kräfte mit denen von Dhanis und Leutnant Henry und schlug die Truppen von Häuptling Rumaliza bei Bena Kalungu vernichtend, wobei er 2000 Gefangene machte. Nachdem er die letzten Widerstände im Kongo besiegt hatte, gelangte Lothaire an die Ufer des Tanganjikasees. Dort gründete er den Posten Bakari und übernahm im Mai 1894 das Kommando über die arabische Zone als Nachfolger für Dhanis, der nach Europa zurückgekehrt war. Nach diesem Sieg wurde Lothaire auf der Tagesordnung des unabhängigen Staates Kongo genannt und zum Kommandanten befördert.
Ende 1894 eroberte Lothaire Kibonge, einen Stützpunkt von Rashid und seinem irischen Verbündeten, dem Waffenhändler Charles Stokes. Letzterer wurde auf Beschluss Lothars hingerichtet (siehe unten). Am 1. Juli 1895 wurde er zum Generalkommissar befördert.
Im Juli 1895 kam es in Luluabourg nach der Hinrichtung des Batetela-Häuptlings Ngongo Luteta zu einer Revolte der Batetela-Soldaten der Force publique. Eine Konzentration belgischer Truppen lieferte sich am Lomami einen lange unentschiedenen, aber schließlich siegreichen Kampf. Lothaire griff mit 1000 Soldaten und 14 Offizieren die Aufständischen, die in etwa gleicher Anzahl vorhanden sind, an und besiegte sie vollständig. Die Überreste flohen nach Katanga, wo sie 19011 von Justin Malfeyt verfolgt und endgültig besiegt wurden.
1896 kehrte Lothaire nach Belgien zurück und verließ die Armee im Juli 1897. Er kehrte nochmals als Privatmann nach Afrika zurück und wurde Direktor der Société Anversoise du Commerce au Congo, die die Konzession für die Gebiete im Mongala-Becken besaß. Er blieb bis 1898 im Kongo und war gezwungen, erneut an Polizei- und Befriedungsoperationen in der Region Dandu-Sana teilzunehmen. 1928 unternahm er eine letzte Reise in den Kongo zur Einweihung der Bas-Kongo-Katanga-Eisenbahn.
Am 8. Mai 1929 starb er in Ixelles und wurde auf dem Friedhof von Ixelles beerdigt.

## Die Stokes-Affäre
Anfang 1895 löste Lothaire durch sein Vorgehen in Bezug auf den irischen Waffenhändler Charles Stokes eine internationale diplomatische Affäre aus.

### Der Prozess gegen Charles Stokes
Lothaire hatte durch abgefangene Briefe erfahren, dass Charles Stokes sich aus Deutsch-Ostafrika in den Kongo begeben hatte, um Waffen an arabische und Swahili-Sklavenjäger in der östlichen Kongo-Region zu verkaufen. Mit diesen befand sich der Freistaat-Kongo zu dieser Zeit im Kriegszustand. Im Dezember 1894 schickte Lothaire Leutnant Josué Henry mit 70 Männern voraus, um Stokes festzunehmen. Stokes wurde zu Lothaire nach Lindi gebracht, der ein Kriegsgericht (Standgericht) einberufen hatte. Stokes wurde für schuldig befunden, Waffen, Schießpulver und Zünder an die afroarabischen Feinde des Freistaats Kongo (darunter Said Abedi, Kilonga Longa und Kibonge) verkauft zu haben. Am 14. Januar 1895 wurde er zum Tode verurteilt und am nächsten Tag gehängt.

### Der diplomatische Konflikt
Nachdem das Vorgehen Lothaires bei den Regierungen der beteiligten Mächte zunächst kein besonderes Echo fand, wurde im August 1895 die britische Presse auf diesen Fall aufmerksam. Verschiedene Presseorgane veröffentlichten kritische, zuweilen vorwurfsvolle Artikel, in denen das Vorgehen Lothaires scharf kritisiert wurde.
Laut der Berichte habe das gerichtliche Verfahren viele Unregelmäßigkeiten aufgewiesen, darunter die Verwendung falscher Aussagen, es gab kein Strafgesetzbuch, keinen Gerichtsschreiber, das Urteil wurde dem Verurteilten nicht vorgelesen und Stokes hatte kein Recht auf Berufung, was ihm als britischem Staatsbürger eigentlich zugestanden hätte.
Infolgedessen weitete sich der Zwischenfall zu einer internationalen diplomatischen Affäre aus. Gemeinsam übten Großbritannien und das deutsche Reich Druck auf den Freistaat Kongo aus, Lothaire vor Gericht zu stellen, was schließlich auch erfolgte. Nach zwei Prozessen im April 1896 in Boma und im August desselben Jahres in Brüssel wurde Lothaire allerdings freigesprochen. Die beteiligten Nationen wurden durch Geldzahlungen entschädigt und die Leiche wurde der Familie übergeben. Lothaire war somit rehabilitiert.
Als Nebeneffekt mobilisierte die Stokes-Affäre die britische öffentliche Meinung allgemein gegen den Freistaat Kongo. Darüber hinaus schadete es dem Ruf des belgischen Königs Leopold II. als gütiger und wohlmeinender Herrscher. Der Fall trug dazu bei, die Gründung der Congo Reform Association und die Annexion des Freistaats Kongo durch den belgischen Staat im Jahr 1908 voranzutreiben.

## Ehrungen und Auszeichnungen
Auf dem Grab von Hubert Lothar wurde eine Stele mit folgendem Zitat von König Albert I. errichtet:

« Je rends un profond hommage à la mémoire de ce Colonial de haute valeur, à ce Chef militaire intrépide qui prit une part décisive à la destruction de la puissance des Arabes trafiquants d'esclaves. »

„Ich erweise dem Andenken dieses wertvollen Kolonialisten, diesem unerschrockenen Militärführer, der eine entscheidende Rolle bei der Zerstörung der Macht der arabischen Sklavenhändler spielte, meine tiefe Ehrerbietung.“

In Etterbeek ist die „Avenue Commandant Lothaire“ nach ihm benannt.
Weiterhin war er Träger folgender Auszeichnungen:
- Ritter des belgischen Leopoldsordens;
- Ritter des belgischen Löwenordens;
- Étoile de Service;
- belgisches Militärkreuz;
- Gedenkmedaille für den arabischen Feldzug.